# Юзеф Богуслав Слушка
Юзеф Богуслав Слушка (пол. Józef Bogusław Słuszka; 22 жовтня 1652 — 8 жовтня 1701, Краків) — військовий діяч Великого князівства Литовського і Речі Посполитої, віленський каштелян, польний гетьман литовський.

## Біографія

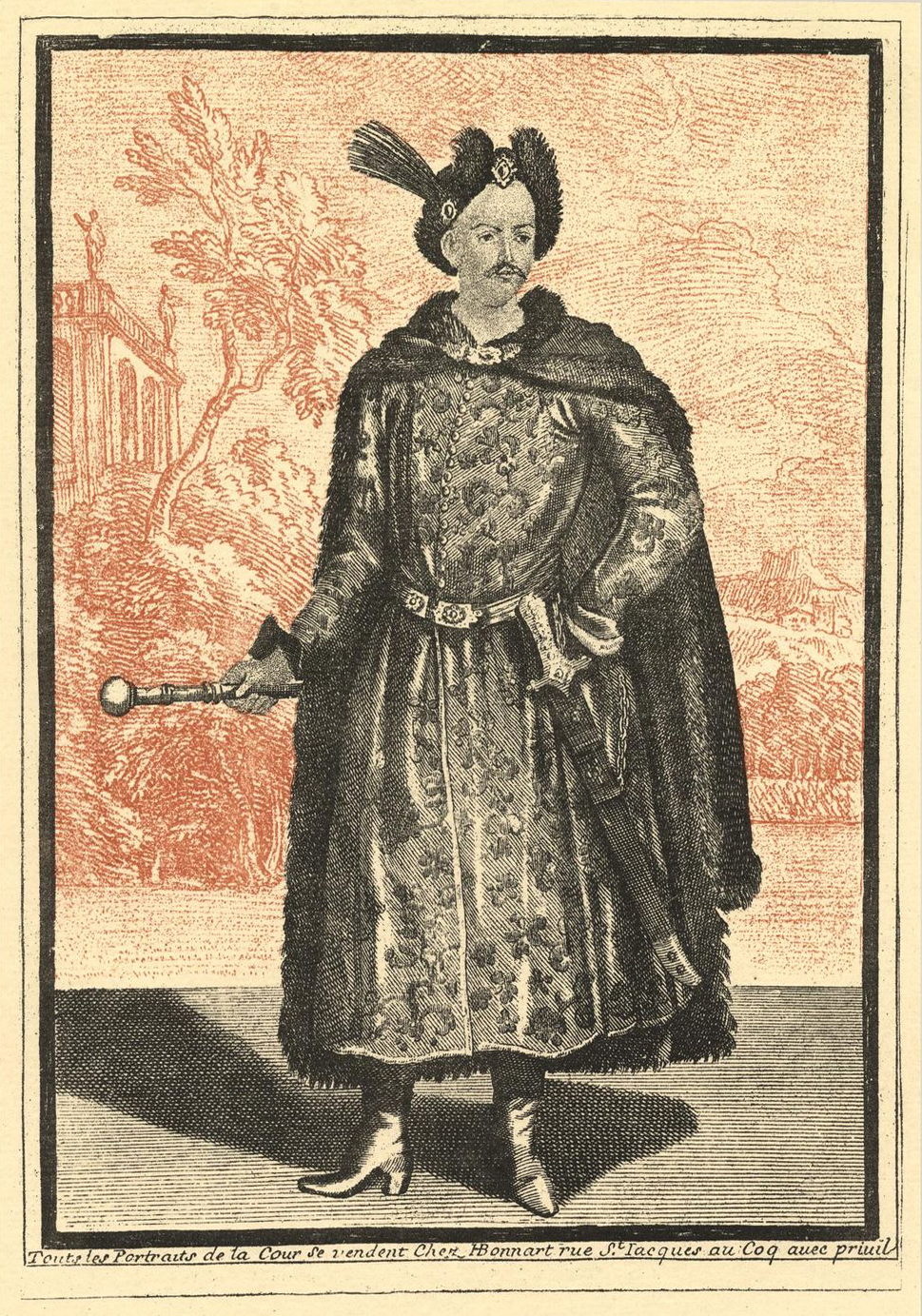
Юзеф Слушка. Невідомий худ. 1680

Народився в 1652. Був старостою Речицьким (у 1672-1688 рр.), Ланцкоронським, Пінським, Пенявським, єзерським; ловчим великим литовським (1673-1675), каштеляном Віленським з 1685—1701. Був переконаним прихильником короля Яна ІІІ Собеського. Будучи дуже знатним литовським шляхтичем, більшу частину часу проводив у Польщі, а не в Литві.
Під час Громадянської війни 1696—1702 років у Великому князівстві Литовському спочатку підтримував рід Сапегів, які воювали проти інших знатних родів; після смерті короля Яна ІІІ Собеського вирішив піти у опозицію разом зі своїм братом Домініком, воєводою полоцьким, до Міхала (Михайла) Сервація Вишневецького і Л. Поцея, за що в 1701 році втратив булаву польного гетьмана литовського, яку отримав ще в 1685 році.
Під час численних битв з татарами і турками, під час кампаній 1673—1698 років Юзеф показав себе чудовим наїзником, хоробрим воїном, проте не виявляючи ніякого таланту полководця. У 1697 році, щоб залишити після себе що-небудь на пам'ять нащадкам, заклав фортецю у Тересполі (Люблінське воєводство). 
Помер  8 жовтня 1701 в Кракові.
Був одружений з Терезою Корвін-Госевською, шлюб був бездітним.